# W52CA
W52CA（だぶりゅーごーにーしーえー）は、カシオ計算機およびカシオ日立モバイルコミュニケーションズ（現・NECモバイルコミュニケーションズ）が日本国内向けに開発した、auブランドを展開するKDDIおよび沖縄セルラー電話の携帯電話である。

## 特徴
カシオ製ではW42CA以来のIPX5/IPX7相当の防水性能を持つ携帯だが、G'zOneブランドではないため耐衝撃性は省かれている。サブディスプレイは非搭載だが、世界で初めて回転2軸ヒンジと防水構造を両立している。W51CAと比較すると液晶横のサイドキーがなくなっており、数は7から5へと減少している。
- おサイフケータイではW51CAの機能に加え、新たに対応端末同士を触れ合わすだけで、情報などを送受信できる「Touch Message」に対応している。
- プリセットされるアプリは「ぷよぷよフィーバーDX」[注 3]と「ブレインチャレンジ」である(いずれも体験版） 。
- タスク切り替え機能を搭載している。
- ワンセグの連続視聴時間は5時間15分。録画予約機能は新たに待ち受け画面状態でも録画できるバックグラウンド録画に対応。時短再生、タイムシフト再生にも対応する。アンテナは防水性を考慮してか、伸縮しないショートローディングアンテナである。
- EZ・FMは非対応である。これは同時発表のEXILIMケータイ W53CAも同様である。
- 内蔵コンテンツには新たにカツオの「Bonite（ボニット）」を採用しており、アデリーペンギンはケータイアレンジの形でプリセットされる。Boniteはアデリーペンギンでは出せなかった「食われる」などのブラックユーモアな雰囲気を出しており、アデリーペンギンとは違った面を見せてくれる。カシオがカツオをキャラクターに採用した理由は"カシオ"と"カツオ"をかけた駄洒落である。
- データフォルダ容量は100MBで、発売当時のカシオ製ではW53CAとともに最大である。
- 赤外線通信はIrSimpleではなくIrDAである。
- microSDスロットの位置は防水性確保のため、バッテリー下部に搭載されている。
- スピーカーは1X WIN対応のカシオ機としてはこの機種より正式にモノラルスピーカーを採用する[注 4]。

## 沿革
- 2007年（平成19年）5月22日 - KDDI、およびカシオ計算機より公式発表。
- 2007年6月26日 - 沖縄地区で先行発売。
- 2007年6月28日 - 北海道地区で発売。
- 2007年6月29日 - 関東・中部・北陸・関西・中国・四国地区で発売。
- 2007年6月30日 - 東北・九州地区で発売。
- 2011年9月30日 - バッテリーパックのリコールを発表。

## 対応サービス
- au Smart Sports（アプリのダウンロードが必要）
- au LISTEN MOBILE SERVICE（ビデオクリップ対応）
- 着うたフル
- PCサイトビューアー
- Hello Messenger
- EZ FeliCa
- EZナビウォーク（声de入力）
- 安心ナビ
- EZ助手席ナビ
- 緊急通報位置通知
- EZチャンネルプラス
- EZニュースフラッシュ
- au ケータイクーポン
- デコレーションメール
- EZテレビ
- オープンアプリプレイヤー
- バックグラウンド受信
- SD-Audio (AAC)
- SD-Video (ASF)
- モバイル辞典（音声発音機能つき）
  - ポケットプログレッシブ英和辞典
  - ポケットプログレッシブ和英辞典
  - ポケットプログレッシブ国語辞典
  - 英会話とっさのひとこと辞典
  - 冠婚葬祭マナー辞典
- 災害時ナビ
- 赤外線通信 (IrDA)
- Touch Message
- ラッピングメール

## 不具合
2011年9月30日に、外部からの強い力によりバッテリーパックに発煙や融解に至る場合があるとして回収・交換を発表した。出荷台数の約54万台の内、現在稼働中の約14万台については新しいバッテリーパックが送付され、解約や機種変更時に回収ができていなかった対象者へは、案内文が送付される予定である。